# خون‌ریزی داخلی
خون‌ریزی داخلی یا خون‌ریزی درونی از دست دادن خون از یک رگ خونی در داخل بدن است. خونریزی داخلی معمولاً از بیرون بدن قابل مشاهده نیست. خون‌ریزی داخلی یک وضعیت اورژانسی و پزشکی جدی است اما میزان شدت آن به میزان خونریزی و محل خونریزی (مانند سر، تنه یا …) بستگی دارد. اگر درمان پزشکی مناسب به سرعت دریافت نشود، خونریزی داخلی شدید در قفسه سینه، شکم، فضای خلفی صفاقی، لگن و ران‌ها می‌تواند باعث شوک هموراژیک یا مرگ شود. خونریزی داخلی یک اورژانس پزشکی است و باید بلافاصله توسط متخصصان پزشکی درمان شود.

## علایم عمومی
- گیجی
- ضعف شدید مخصوصاً وقتیکه فرد ایستاده است
- پریدگی رنگ صورت و لب
- پوست سرد و مرطوب
- تشنگی، بیقراری، ضعیف و تند شدن ضربان قلب (ممکن است نبض‌های انتهایی قابل لمس نباشند)
- پایین افتادن فشار خون
- تنفس سریع و سطحی
- کاهش سطح هوشیاری و بی‌هوشی

علایم خون‌ریزی داخلی که در واقع شوک ناشی از خون‌ریزی داخلی هستند. که در این موارد بایستی بیمار سریعاً به بیمارستان منتقل گردد.

## در موارد زیر خون‌ریزی داخلی خطرناکتر است
- - سخت شدن و اسپاسم ماهیچه‌های دیواره شکم.
  - ضربه نافذ قفسه سینه یا شکم.
  - شکستگی استخوان ران یا لگن خاصره (که در این صورت احتمال خون‌ریزی به میزان ۱ لیتر یا بیشتر می‌باشد).
  - خونمردگی‌های حاد در پوست بدن.
  - وجود علائم و نشانه‌های شوک.

نشانه‌های شوک در خون‌ریزی داخلی
- - اضطراب و بیقراری (که از علائم اولیه و قطعی شوک است) و پرخاشگری و آشفتگی
  - تشنگی
  - رنگ پریدگی، مرطوب شدن و سردی پوست که اغلب با عرق شدید همراه است (معمولاً ابتدا دستها و پاها چنین می‌شوند) و احساس سرما.
  - تند شدن و ضعیف شدن نبض.
  - کاهش فشار خون، معمولاً تا ۶۰/۹۰ میلی‌متر جیوه یا پایین‌تر، از علائم نهایی شوک است.
  - تنفس سریع و احتمالاً سطحی.
  - تغییر در سطح هشیاری.
  - گشادی مردمک چشمها.
  - و در موارد نادر، لرزش بدن.

## دلایل خون‌ریزی داخلی
1. تروما: جراحت‌های عمیق، پارگی و جراحت اعضای مختلف بدن (مثلاً پارگی یا لهیدگی کبد و طحال)، پارگی رگهای خونی. زخمهای خون‌ریزی دهنده و بافتهایی که شدیداً متورم شده‌اند، خون‌ریزی داخلی ایجاد می‌کنند. قطع رگهای خونی اصلی قفسه سینه یا شکم در عرض چند دقیقه یا حتی چند ثانیه موجب مرگ می‌شود. جراحت‌هایی که عمقشان زیاد است به‌خصوص در ناحیه قفسه سینه و شکم، باعث پارگی سرخرگها و سیاهرگهای اصلی و در نتیجه خون‌ریزی داخلی می‌شود. هرگونه جراحت در ماهیچه یا شکستگی استخوان نیز می‌تواند سبب خون‌ریزی داخلی شود.
2. بیماری‌ها و شرایط پاتولوژیک: مانند اولسر پپتیک، واریس مری، آنوریسم، فشارخون بالا، سرطان، حاملگی نابجا، هپاتوما، اسکوروی، هموفیلی، ترومبوسیتوپنی و …
3. ایاتروژنیک: ناشی از اقدامات درمانی مانند برخی اقدامات جراحی یا داروهایی مانند داروهای ضدانعقاد خون.

## انواع خون‌ریزی داخلی
خونریزی نای و شش‌ها
چنانچه در این مراکز خون‌ریزی ایجاد گردد، خون به منزله جسم خارجی عمل کرده و باعث تحریک مخاط شش‌ها شده و ایجاد سرفه می‌کند. در این موارد خون با سرفه از دهان بیمار خارج می‌شود که به رنگ قرمز روشن بوده و کف آلود است.

## خون‌ریزی جمجمه
در صورتی که ضربه‌ای به جمجمه وارد شده و باعث خون‌ریزی شود، داخل سفیدی چشم، قرمز رنگ شده و از بینی خونابه خارج خواهد شد. یا ممکن است از گوشها و بینی خون خارج شود. در صورتیکه شکستگی ضعیف باشد و خون بیرون راه پیدا نکند تجمع خون در داخل جمجمه باعث فشار به مغز شده و فقط با سردرد و استفراغ مکرر یا کاهش هوشیاری ممکن است خودش را نشان دهد. در صورت ضربه به سر- استفراغ مکرر و سردرد زنگ خطر بزرگی جهت اعلام خون‌ریزی داخل مغزی می‌باشد که می‌تواند باعث مرگ مصدوم گردد.

## خون‌ریزی دستگاه گوارش
هرگاه در مری و معده خون‌ریزی ایجاد شود، بیمار خون روشن یا مواد قهوه‌ای رنگ استفراغ می‌کند. در صورت خون‌ریزی از روده‌ها (بسته به محل) دفع خون روشن یا مدفوع قیری رنگ اتفاق می‌افتد.
در صورت ضربه به شکم- دل درد شدید زنگ خطر بزرگی جهت اعلام خون‌ریزی داخلی می‌باشد که می‌تواند باعث مرگ مصدوم گردد. GI

## خون‌ریزی از دستگاه ادراری و کلیه‌ها
خونریزی از دستگاه ادراری و کلیه‌ها با تغییر رنگ ادرار، کدر شدن ادرار یا ادرار خونی مشخص می‌شود.

## خون‌ریزی غیرقابل رویت
خونریزی داخلی نسج در شکستگیها، خون‌ریزی کبد و طحال، خون‌ریزی داخل حفره شکم، خون‌ریزی داخل قفسه سینه که خون دیده نمی‌شود بسیار خطرناک است و باید در تمام موارد تصادفات یا ضربه‌ها مخصوصاً به نواحی کبد و طحال در جستجوی علایم خون‌ریزی داخلی بود.

## کمکهای اولیهدر خون‌ریزی داخلی
- بیمار را به حالت راحت و بدون حرکت بخوابانید. مجروحینی که از ناحیه ستون فقرات و گردن آسیب دیده‌اند باید تحت مراقبت بیشتری قرار گیرند تا صدمات این نواحی تشدید نشوند.
- کنترل علایم حیاتی: هر۵ دقیقه، علائم حیاتی را کنترل کنید (نبض- تنفس- فشار خون)
- کنترل راه‌های هوایی: مسیر تنفسی آزادی برای مجروح فراهم کنید.
- قرار دادن بیمار در مناسبترین وضعیت: مثلاً اگر بیمار دچار تهوع و استفراغ مکرر است او را به پهلو بخوابانید.
- از راه دهان هیچ چیز به مصدوم نخورانید؛ زیرا ممکن است مجروح استفراغ کند و با وارد شدن محتویات استفراغ به ریه، مشکلات تنفسی برای وی ایجاد شود.
- هرگونه خون‌ریزی خارجی را مهار کنید.
- لباسهایی را که در ناحیه گردن و کمر ایجاد فشار می‌کنند، آزاد کنید.
- مراقبتها و کمکهای اولیه لازم را در مورد شکستگیها انجام دهید. مصدوم را به آرامی و با احتیاط جابه‌جا کنید.
- هرچه سریعتر مصدوم را به بیمارستان برسانید. در مورد خون‌ریزی داخلی مهم‌ترین کار رساندن بیمار به بیمارستان است؛ زیرا در منزل نمی‌توان برای بیمار کار مؤثری انجام داد.
- به یاد داشته باشید مصدومینی که دچار خون‌ریزی در نواحی قفسه سینه یا شکم شده‌اند در اولویت درمان و انتقال قرار دارند.